# Legenda Aurea

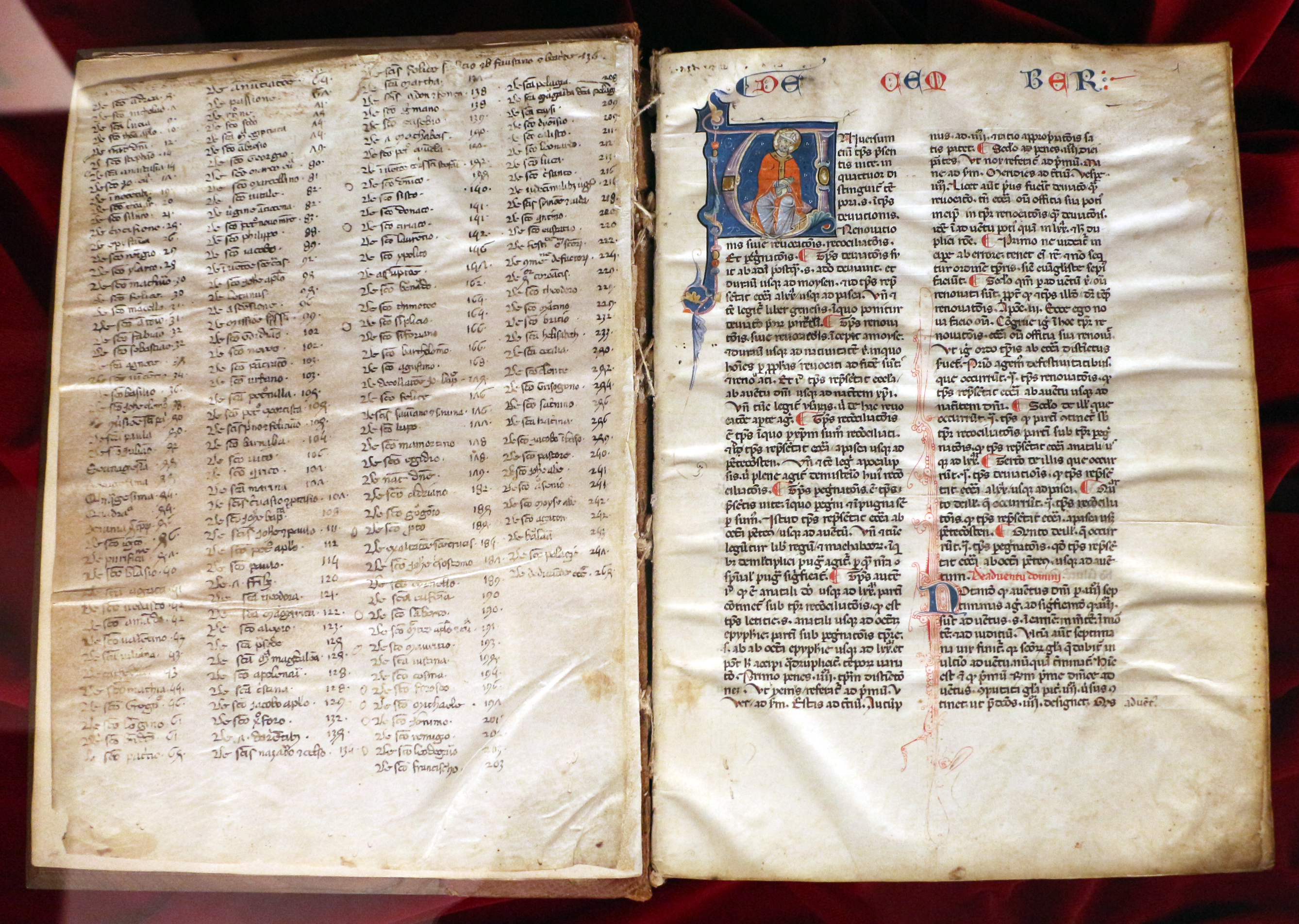
Manoscritto della Legenda Aurea, 1290 circa, Biblioteca Medicea Laurenziana, Firenze.

La Legenda Aurea (spesso italianizzata per assonanza in Leggenda Aurea con evidente slittamento di significato) è una raccolta medievale di biografie agiografiche composta in latino da Jacopo da Varagine, frate domenicano e vescovo di Genova. Fu compilata a partire circa dall'anno 1260 fino alla morte dell'autore, avvenuta nel 1298. L'opera costituisce ancora oggi un riferimento indispensabile per interpretare la simbologia e l'iconografia inserite in opere pittoriche di contenuto religioso.

## Diffusione

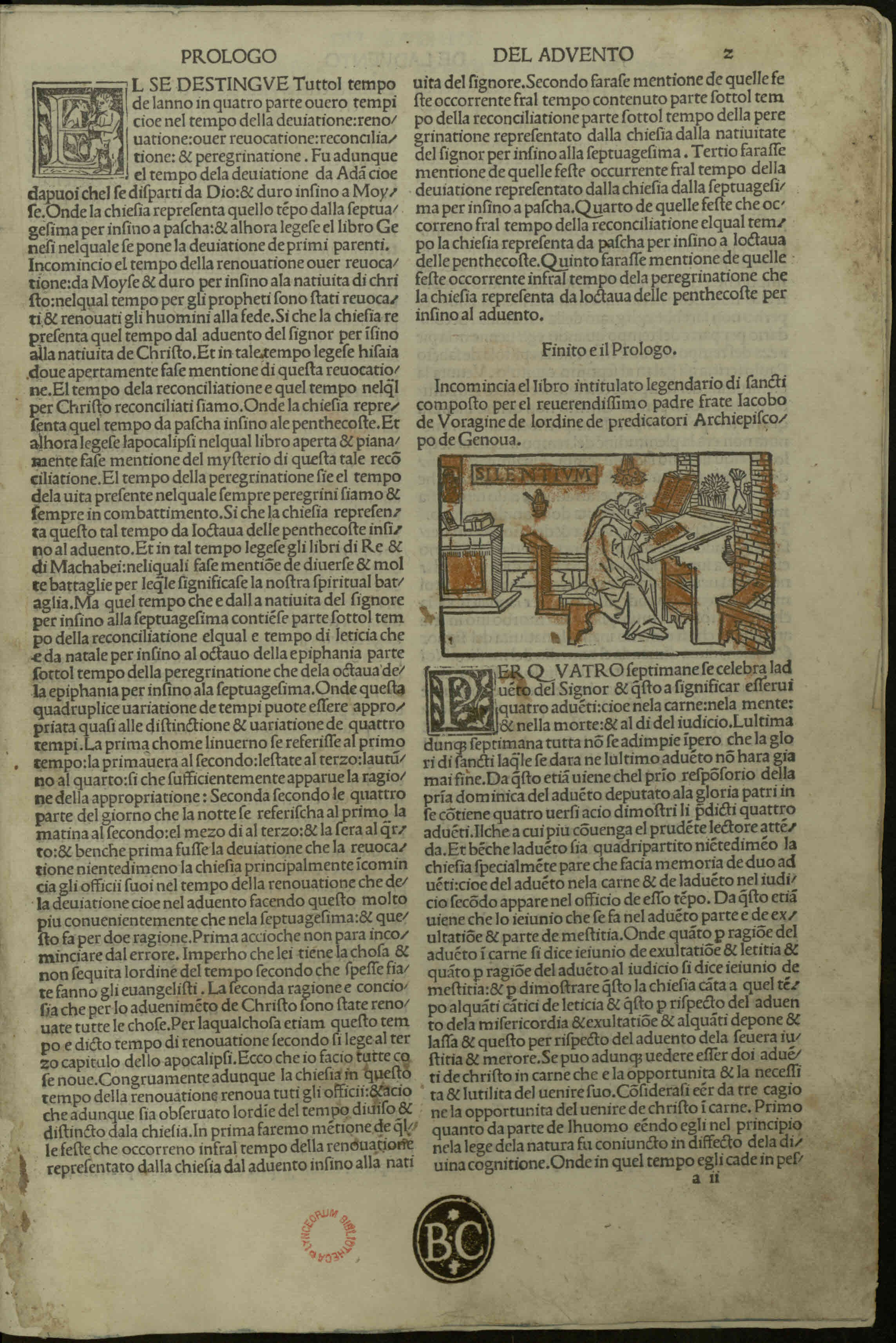
Legenda Aurea, prologo, edizione del 1499.

L'opera ebbe un'ampia diffusione e un cospicuo seguito fino al XVII secolo. Sopravvivono circa 1400 codici manoscritti dell'opera, a testimonianza della sua enorme diffusione nel Medioevo, inferiore solo alla Bibbia, e della sua grande influenza culturale. La Legenda Aurea fu presto tradotta in volgare. Per il Medioevo ci sono rimaste dieci edizioni in italiano, diciotto in alto-tedesco, sette in basso tedesco, diciassette in francese, quattro in inglese, tre in ceco, dieci in olandese. Altrettanto ampio fu il successo delle versioni a stampa, con quarantanove versioni fra il 1470 e il 1500, ventotto fra il 1500 e il 1530 e tredici fra il 1531 e il 1560.
Solo nel XVIII secolo, con gli studi storiografici dei padri bollandisti, l'intero genere letterario dell'agiografia fu screditato e con esso anche la Legenda Aurea venne dimenticata.
L'edizione critica più recente è quella pubblicata nel 1998 (riedita nel 2007 con traduzione italiana e commento dei singoli capitoli) a cura di Giovanni Paolo Maggioni. In precedenza si utilizzava il testo stabilito da Graesse (Lipsia 1846).

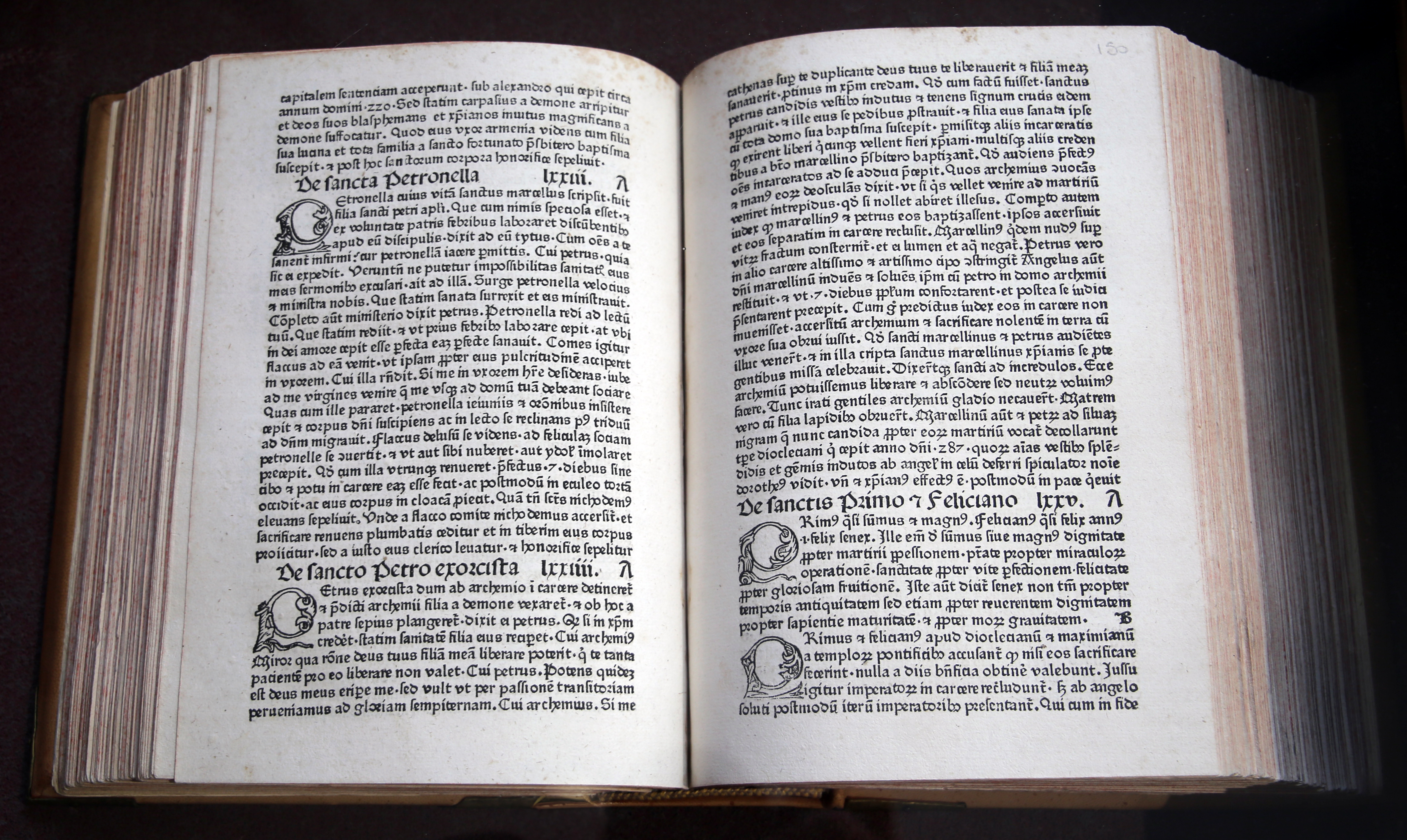
Incunabolo del 1478, per Johannes Zainer

## Natura e contenuto dell'opera

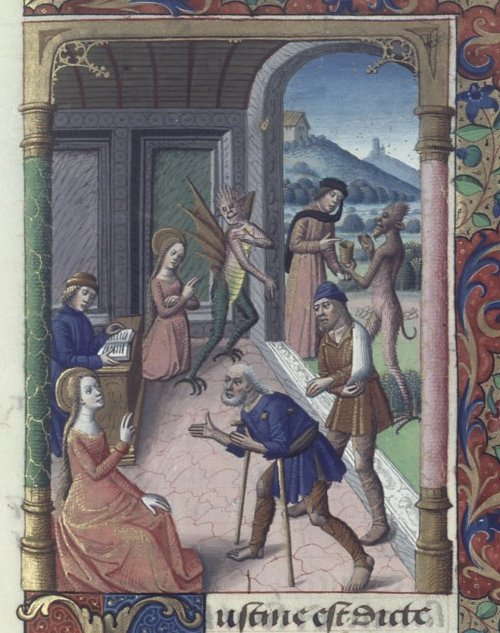
Storie dei santi Cipriano e Giustina.

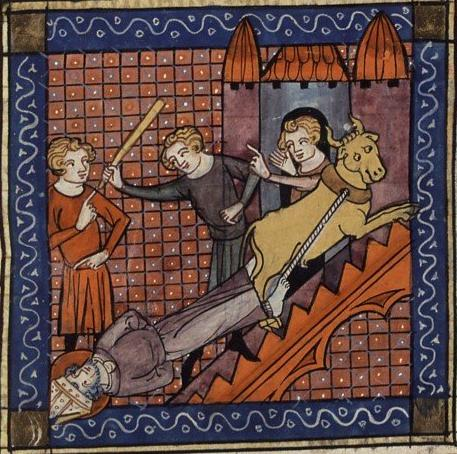
Storia di san Saturnino.

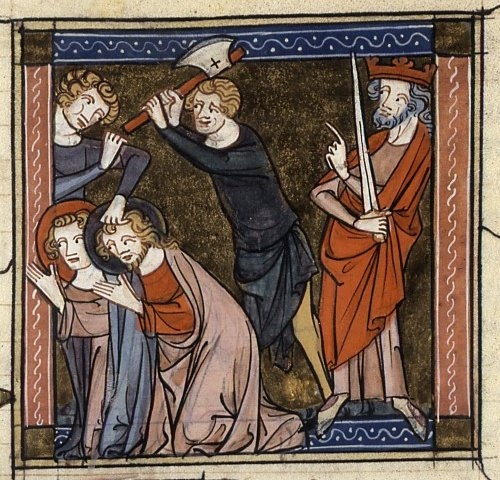
Martirio dei santi Feliciano e Primo.

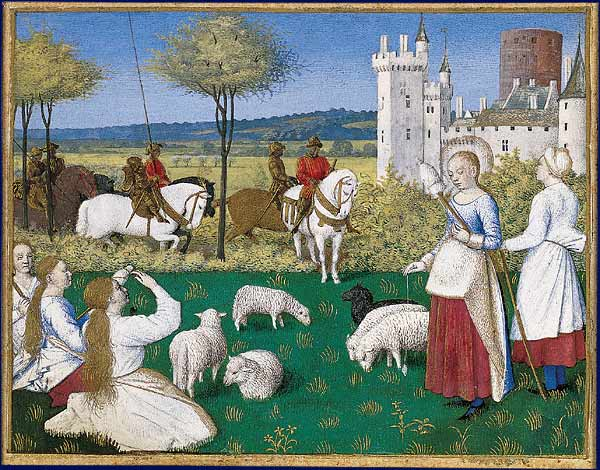
Santa Margherita e Olibrio.

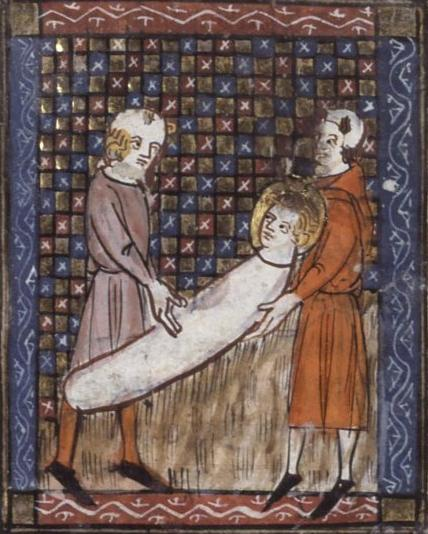
Martirio di San Vitale.

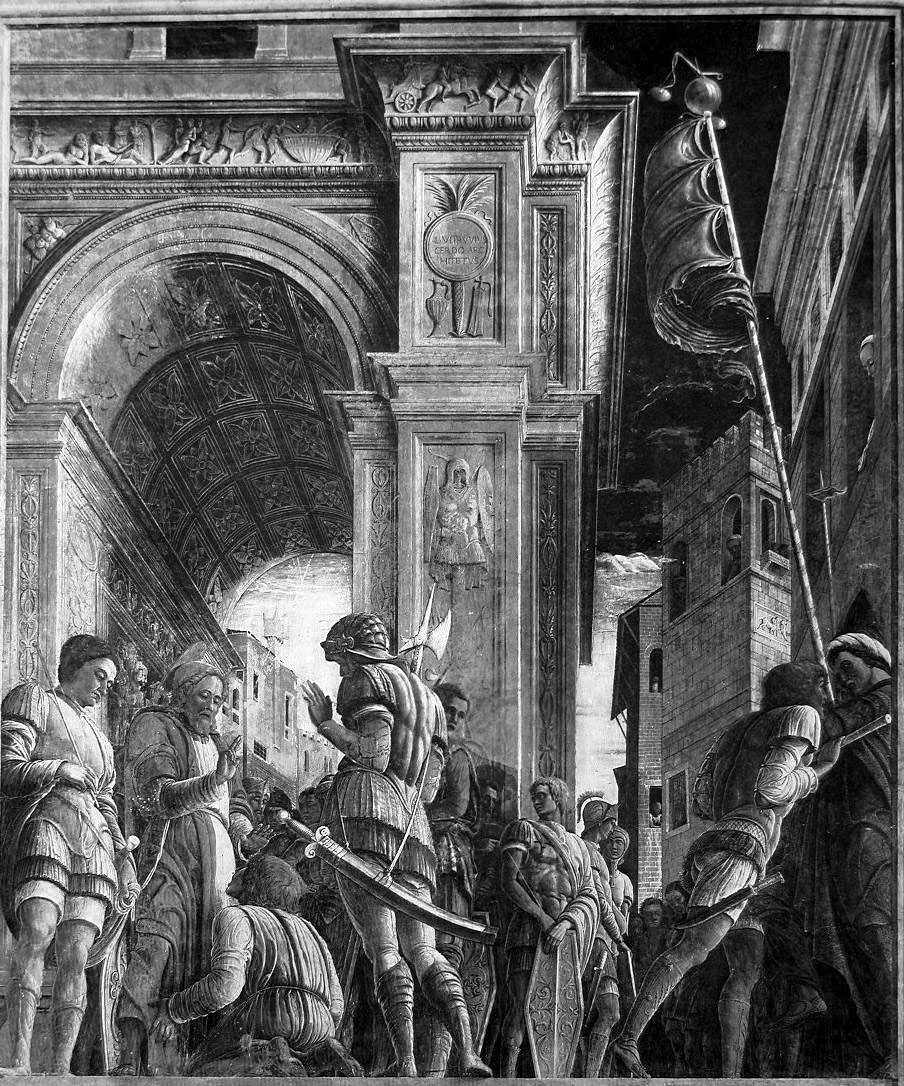
San Giacomo condotto al supplizio, Andrea Mantegna, Padova, Cappella Ovetari.

L'opera appartiene al genere dell'agiografia. L'autore raccolse in un santorale organizzato secondo l'anno liturgico le vite di più di centocinquanta santi, privilegiando i santi antichi, ma senza trascurare la sua epoca. Le vite dei santi sono intercalate da una trentina di capitoli dedicati alle principali feste cristologiche, mariane e liturgiche, più alcuni racconti legati alla Leggenda della Vera Croce.
Secondo Jacques Le Goff, l'originalità dell'opera consiste nella capacità di intrecciare il tempo liturgico (ciclo annuale) con quello lineare della successione dei santi (tempo santorale, in quanto i santi stessi diventano marcatori del tempo) e con quello escatologico, nel quale l'umanità si dirige verso il Giudizio Universale. In sintesi, "il nostro domenicano vuole mostrare come solo il cristianesimo ha saputo strutturare e sacralizzare il tempo della vita umana per condurre l'umanità alla salvezza".
Le fonti utilizzate furono principalmente i leggendari dei domenicani Giovanni di Mailly e Bartolomeo da Trento. Il metodo seguito fu quello dell'abbreviatio.

## I santi delle storie (secondo l'edizione Graesse, Lipsia 1850)
La Legenda è composta da più di duecento capitoli, uno per ogni santo. I primi 182 capitoli furono redatti da Jacopo da Varazze, mentre i restanti furono opera di continuatori.

### Capitoli originali
- 1. De adventu Domini
- 2. De sancto Andrea apostolo
- 3. De sancto Nicolao
- 4. De sancta Lucia virgine
- 5. De sancto Thoma apostolo
- 6. De nativitate domini nostri Jesu Christi secundum carnem
- 7. De sancta Anastasia
- 8. De sancto Stephano
- 9. De sancto Johanne apostolo et evangelista
- 10. De innocentibus
- 11. De sancto Thoma cantuariensi
- 12. De sancto Silvestro
- 13. De circumcisione Domini
- 14. De epiphania Domini
- 15. De sancto Paulo eremita
- 16. De sancto Remigio
- 17. De sancto Hilario
- 18. De sancto Macario
- 19. De sancto Felice
- 20. De sancto Marcello
- 21. De sancto Antonio
- 22. De sancto Fabiano
- 23. De sancto Sebastiano
- 24. De sancta Agnete virgine
- 25. De sancto Vincentio
- 26. De sancto Basilio episcopo
- 27. De sancto Johanne elemosinario
- 28. De conversione sancti Pauli apostoli
- 29. De sancta Paula[2]
- 30. De sancto Juliano
- 31. De septuagesima
- 32. De sexagesima
- 33. De quinquagesima
- 34. De quadragesima
- 35. De jejunio quatuor temporum
- 36. De sancto Ignatio
- 37. De purificatione beatae Mariae virginis
- 38. De sancto Blasio
- 39. De sancta Agatha virgine
- 40. De sancto Vedasto
- 41. De sancto Amando
- 42. De sancto Valentino
- 43. De sancta Juliana
- 44. De cathedra sancti Petri
- 45. De sancto Mathia apostolo
- 46. De sancto Gregorio
- 47. De sancto Longino
- 48. De sancta Sophia et tribus filiabus ejus[3]
- 49. De sancto Benedicto
- 50. De sancto Patricio
- 51. De annuntiatione dominica
- 52. De sancto Timotheo
- 53. De passione Domini
- 54. De resurrectione Domini
- 55. De sancto Secundo
- 56. De sancta Maria Aegjptiaca
- 57. De sancto Ambrosio
- 58. De sancto Georgio
- 59. De sancto Marco evangelista
- 60. De sancto Marcellino papa
- 61. De sancto Vitali
- 62. De virgine quadam Antiochena
- 63. De sancto Petro martire
- 64. De sancto Fabiano
- 65. De sancto Philippo apostolo
- 66. De sancta Apollonia
- 67. De sancto Jacobo apostolo
- 68. De inventione sanctae crucis
- 69. De sancto Johanne ante portam latinam
- 70. De letania majori et minori
- 71. De sancto Bonifacio martire[4]
- 72. De adscensione Domini
- 73. De Sancto Spiritu
- 74. De sancto Gordiano
- 75. De sancto Nereo et Achilleo
- 76. De sancto Pancratio
- 77. De sancto Urbano
- 78. De sancta Petronella
- 79. De sancto Petro exorcista
- 80. De sancto Primo et Feliciano
- 81. De sancto Barnaba apostolo
- 82. De sanctis Vito et Modesto
- 83. De sancto Quirico et Julita ejus matre
- 84. De sancta Marina virgine
- 85. De sancto Gervasio et Prothasio
- 86. De nativitate sancti Johannis baptistae
- 87. De sanctis Johanne et Paulo
- 88. De sancto Leone papa
- 89. De sancto Petro apostolo
- 90. De sancto Paulo apostolo
- 91. De septem fratribus, qui fuerunt filii beatae Felicitatis
- 92. De sancta Theodora
- 93. De sancta Margareta
- 94. De sancto Alexio
- 95. De sancta Praxede
- 96. De sancta Maria Magdalena
- 97. De sancto Apollinari
- 98. De sancta Christina
- 99. De sancto Jacobo majore
- 100. De sancto Christophoro
- 101. De septem dormientibus
- 102. De sanctis Nazario et Celso
- 103. De sancto Felice papa
- 104. De sanctis Simplicio et Faustino
- 105. De sancta Martha
- 106. De sanctis Abdon et Sennen
- 107. De sancto Germano episcopo
- 108. De sancto Eusebio
- 109. De sanctis Machabeis
- 110. De sancto Petro ad vincula
- 111. De sancto Slephano papa
- 112. De inventione sancti Stephani protomartiris
- 113. De sancto Dominico
- 114. De sancto Sixto
- 115. De sancto Donato
- 116. De sancto Ciriaco et sociis ejus
- 117. De sancto Laurentio martire
- 118. De sancto Hyppolito et sociis ejus
- 119. De assumptione beatae Mariae virginis
- 120. De sancto Bernardo
- 121. De sancto Timotheo
- 122. De sancto Simphoriano
- 123. De sancto Bartholomeo
- 124. De sancto Augustino
- 125. De decollatione sancti Johannis baptistae
- 126. De sanctis Felice et Adaucto
- 127. De sanctis Saviniano et Savina
- 128. De sancto Lupo
- 129. De sancto Mamertino
- 130. De sancto Aegidio
- 131. De nativitate beatae Mariae virginis
- 132. De sanctis Cornelio et Cypriano
- 133. De sancto Lamperto
- 134. De sancto Adriano cum sociis suis
- 135. De sanctis Gorgonio et Dorotheo
- 136. De sanctis Protho et Jacincto
- 137. De exaltatione sanctae crucis
- 138. De sancto Johanne Chrysostomo
- 139. De sancta Eufemia
- 140. De sancto Matthaeo apostolo
- 141. De sancto Mauritio et sociis suis
- 142. De sancta Justina virgine
- 143. De sanctis Cosma et Damiano
- 144. De sancto Forseo episcopo
- 145. De sancto Michaele archangelo
- 146. De sancto Hieronimo
- 147. De sancto Remigio
- 148. De sancto Leodegario
- 149. De sancto Francisco
- 150. De sancta Pelagia
- 151. De sancta Margarita
- 152. De sancta Thaisi meretrice
- 153. De sanctis Dionisio, Rustico et Eleutherio
- 154. De sancto Calixto
- 155. De sancto Leonardo
- 156. De sancto Luca evangelista
- 157. De sancto Crisanto et Daria
- 158. De undecim millibus virginum
- 159. De sanctis Symone et Juda apostolis
- 160. De sancto Quintino
- 161. De sancto Eustachio
- 162. De omnibus sanctis
- 163. De commemoratione animarum
- 164. De quatuor coronatis
- 165. De sancto Theodoro
- 166. De sancto Martino episcopo
- 167. De sancto Briccio
- 168. De sancta Elizabeth
- 169. De sancta Caecilia
- 170. De sancto Clemente
- 171. De sancto Crisogono
- 172. De sancta Catherina
- 173. De sancto Saturnino, Perpetua, Felicitate et aliis sociis
- 174. De sancto Jacobo interciso
- 175. De sancto Pastore
- 176. De sancto Johanne abbate
- 177. De sancto Mojse abbate
- 178. De sancto Arsenio abbate
- 179. De Agathon abbate
- 180. De sanctis Barlaam et Josaphat
- 181. De sancto Pelagio papa
- 182. De dedicatione ecclesiae

### Sequuntur quaedam legendae a quibusdam aliis superadditae
- 183. De decem millibus martirum
- 184. De sancto Jodoco
- 185. De sancto Othmaro
- 186. De sancto Conrado
- 187. De sancto Ilarione
- 188. Historia Caroli Magni
- 189. De conceptione beatae Mariae virginis
- 190. De sancta Odilia
- 191. De nativitate sancti Udalrici episcopi
- 192. De vita sancti Galli confessoris
- 193. De sancto Arbogasto episcopo Argentinensi
- 194. De sancto Adelfo
- 195. De visitatione beatae virginis Mariae
- 196. De sancta Scholastica sorore sancti Benedicti
- 197. De sancto Ruperto
- 198. De sancto Floriano
- 199. De sancto Erasmo
- 200. De sancto Kiliano
- 201. De sancto Henrico imperatore
- 202. De sancta Barbara
- 203. De sancta Brigida
- 204. De sancto Gangolfo
- 205. De sancto Udalrico
- 206. De sancta Affra
- 207. De sancto Oswaldo
- 208. De sancta Thecla
- 209. De sancta Kunegunde
- 210. De sancta Dorothea
- 211. De sancto Wolfgango
- 212. Miraculum de sancta Katherina
- 213. De sancto Ludovico rege Francorum
- 214. Legenda sancti Thomae de Aquino
- 215. De sancto Marcelio Parisiensi episcopo
- 216. De sancta Genovefa
- 217. De dominica in ramis palmarum
- 218. De coena Domini
- 219. De sancto Bernardino confessore
- 220. De sancto Bonaventura episcopo et confessore
- 221. De sancto Rocho confessore
- 222. De sancta Anna matre virginis Mariae
- 223. De sacratissimo corpore Christi domini nostri
- 224. De nostra domina de pietate
- 225. De sancto Joseph sponso virginis Mariae
- 226. De sancto Irenaeo archipraesule Lugdunensi dignissimo
- 227. De sancto Fortunato episcopo
- 228. De sancto Honorato abbate
- 229. De sancto Fusciano martire
- 230. De sancto Justo archiepiscopo inclitae civitatis Lugdunensis
- 231. De sancta Katherina de Senis sacri ordinis praedicatorum
- 232. De sancto Vincentio confessore sacri ordinis praedicatorum
- 233. De sancto Annemundo archiepiscopo et martire
- 234. De sancto Firmino episcopo et martire
- 235. De sancto Lazaro episcopo et discipulo Domini
- 236. De sancta Clara
- 237. De sancto Philiberto confessore
- 238. De sancto Anselmo episcopo
- 239. De sancto Eligio episcopo
- 240. De sancta Radegunde regina Franciae
- 241. De sancto Servatio episcopo
- 242. De corona sancta Domini
- 243. Vita et conversatio sancti Romani abbatis

## Nell'arte
Molti artisti s'ispirarono alla Legenda Aurea per le loro opere. Tra questi vi furono Giotto con la Cappella degli Scrovegni a Padova, Piero della Francesca con le Storie della Vera Croce nella basilica di San Francesco ad Arezzo, e Vittore Carpaccio con le Storie di Sant'Orsola (insieme a una Passio della santa), ciclo di teleri commissionato dalla scuola devozionale veneziana nominata come la martire per la loro cappella (oggi conservato alla Gallerie dell'Accademia; per la scuola l'opera costituì anche la fonte di riferimento per la redazione del Cursor Mundi).

## Edizioni
- Legenda aurea, traduzione di Nicolò Malermi, Venezia, Nicolas Jenson, 1476.
- Legenda aurea, traduzione di Nicolò Malermi, Milano, Ulrich Scinzenzeler, 1497.
- Legenda aurea, traduzione di Nicolò Malermi, Venezia, Bartholomeo di Zani da Portese, 1499.
- (LA) Legenda aurea, Lipsia, Librariae Arnoldianae, 1850.
- Legenda aurea, traduzione di Alessandro Vitale Brovarone et al., Torino, Einaudi, 2007, ISBN 978-88-06-18322-6.
- Legenda aurea, traduzione di Francesco Stella et al., Firenze e Milano, Sismel e Biblioteca Ambrosiana, 2007, ISBN 978-88-8450-245-2.
- Leggenda aurea, traduzione di Cecilia Lisi, Firenze, Libreria Editrice Fiorentina, 2022, ISBN 978-88-89264-16-4.